# Johann Heinrich Ludwig Flögel
Johann Heinrich Ludwig Flögel (* 10. Juni 1834 in Glückstadt; † 25. Januar 1918 in Ahrensburg) war ein deutscher Jurist, Astronom, Naturwissenschaftler und Naturfotograf. Kurzformen des Namens sind: Johann Heinrich Flögel, Johann H.L. Flögel und Johann Flögel.

## Leben
Johann Heinrich Flögel war ein vielseitiger Forscher. Von 1861 bis 1863 studierte er zunächst Rechtswissenschaften, war anschließend Finanzbuchhalter der schleswig-holsteinischen Regierung (1865), Bürochef der Königlichen Rechnungskommission (1867), Kirchspielvogt in Kiel (1871) und gleichzeitig Rechnungsführer der Großfürstlichen Witwen-Waisenkasse und 1875 Notar und Kirchspielvogt in Bad Bramstedt. Für seine hervorragende Verdienste auf dem Gebiete der Naturwissenschaften wurde Flögel bereits am 19. Juni 1875 von der Kieler Universität zum Ehrendoktor ernannt. Seit 1892 ließ sich Flögel als Privatgelehrter in Ahrensburg nieder, wo er weiterhin diverse naturwissenschaftliche Studien unternahm und sie in den damaligen wissenschaftlichen Zeitschriften publizierte. Hierzu gehörten vor allem biologische Untersuchungen an Insekten. Seine Sammlung von 416 nach seiner eigenen Methode erstellten mikroskopischen Präparaten von 66 heimischen Blattlausarten und den dazugehörenden 110 anatomischen Präparaten verbrannte 1943 im Zoologischen Museum Hamburgs – ebenso wie alle seine anderen Blattlauspräparate und die im Hamburger Herbarium aufbewahrten Blattlausgallenpräparate.

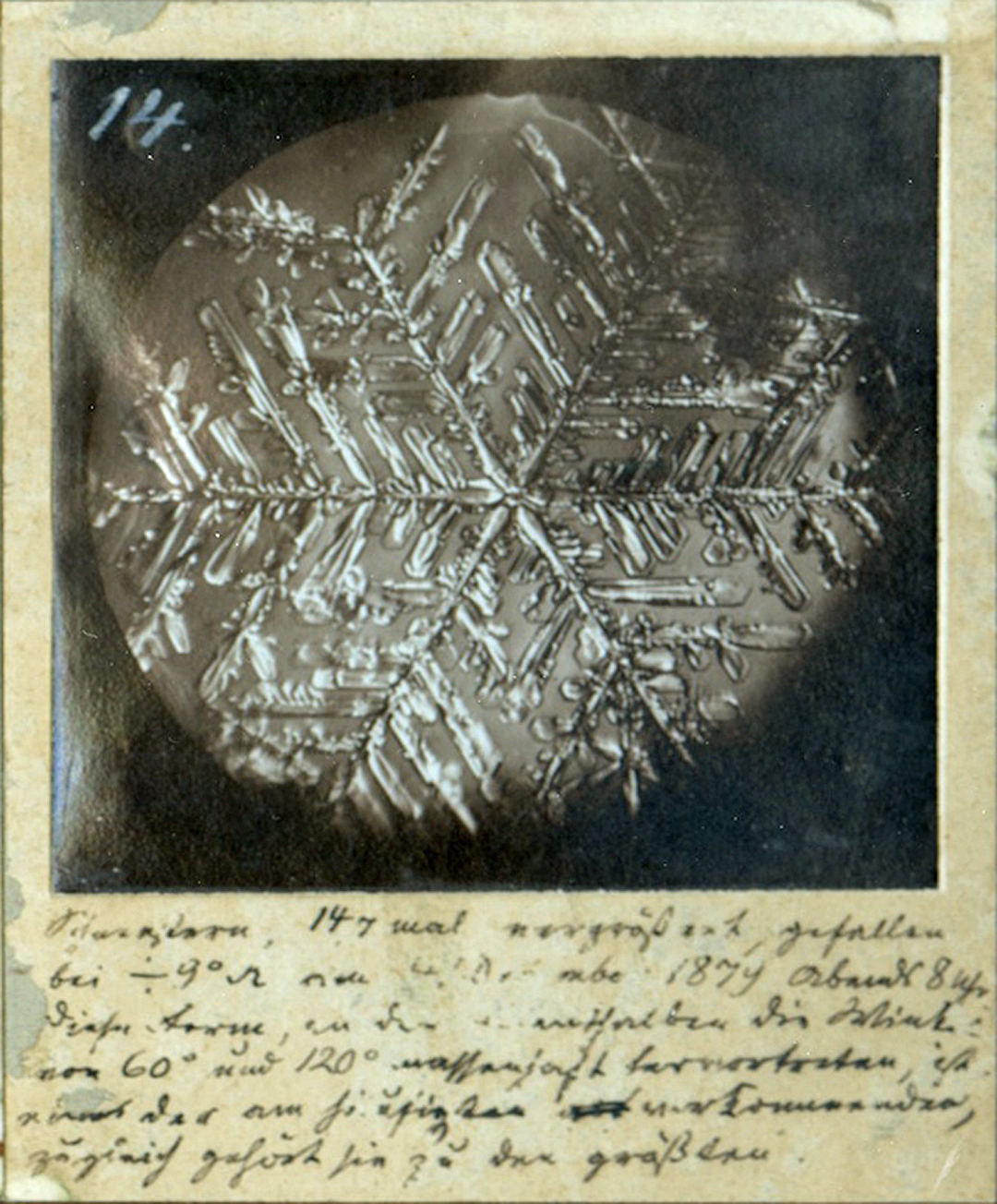
Schneestern-Fotografie von 4. Dezember 1879 abends. - 147 mal vergrößert, gefallen bei minus 9° Celsius.

Nach dem neuesten Stand gilt Flögel als erster Mensch, dem es gelang, fotografische Aufnahmen von Schneekristallen anzufertigen. An den Rändern der Aufnahmen notierte er die Aufnahme-Bedingungen wie Zeit, Temperatur und Vergrößerung. Das erste Schneekristall-Bild datiert vom 1. Februar 1879. Das sind rund sechs Jahre früher als das von Wilson Bentley am 15. Januar 1885 gemachte Foto, das bisher als erstes Foto eines Schneekristalls galt.
Das erste Bild mit der Nummer 12 entstand am 1. Februar 1879. Es zeigt „2 Schneetafeln mit Blumencolorithartigen Strahlen, Vergrößerung 46fach. Diese Tafeln fielen aus heiterem Himmel auf die ausgelegte Platte und waren so klein, dass sie mit blossem Auge kaum gesehen werden konnten. Auch das parasitisch auf der einen Tafel sitzende viel kleinere Täfelchen zeigt die Blumenblattform. Gehört zu den seltensten Vorkommnissen!“

## Nachlass
Flögels schriftlicher Nachlass wird im Kreisarchiv Kreis Stormarn in Bad Oldesloe verwahrt. Er wurde 2008 vom Museum für Bergedorf und die Vierlande an das Kreisarchiv Stormarn abgegeben. Seine Fotografien befinden sich im Stadtarchiv Ahrensburg.

## Erinnerung
Der Historische Arbeitskreis Ahrensburg plant gemeinsam mit dem Stadtarchiv für Mai 2018 eine Ausstellung anlässlich Flögels 100. Todestag. Die Stadt Ahrensburg wird eine Straße im Industriegebiet Beimoor-Süd nach dem Naturforscher benennen.

## Werke
- Die Diatomaceen in den Grundproben der Expedition zur Untersuchung der Ostsee. Kiel 1873. (mit Steintafeln)
- Ueber die Höhe des Nordlichts und dessen Lage im Raum. Kiel 1873.
- Ueber die Lippen einiger Oxyurisarten, Zeitschrift für wissenschaftliche Zoologie B. 19, H. 2, S. 234 ff.
- Untersuchungen über die Structur der Zellwand in der Gattung Pleurosigma, M. Schultzens Archiv für mikroskopische Anatomie, Jahrg. 1870, B. 6, S. 472 ff. (mit Tafeln)
- Ueber die quergestreiften Muskeln der Milben, M. Schultzens Archiv für mikroskopische Anatomie, Jahrg. 1872, B. 8, S. 69 ff.
- Über den feineren Bau des Arthropodengehirns. Tageblatt der Versammlung Deutscher Naturforscher und Ärzte 49, 115–120. 1876
- Ueber den einheitlichen Bau des Gehirns in den verschiedenen Insecten-Ordnungen. Zeitschrift für wissenschaftliche Zoologie 30, 556–592. 1878
- Notiz, betreffend die Geruchskörper im Insectengehirn. Zoologischer Anzeiger 6, 539–540. 1883
- Serienpräparate. Zoologische Anzeiger 6, 565. 1883
- Mein Dunkelkasten. Zoologische Anzeiger 6, 566–567. 1883
- Ueber das Nervensystem von Demodex folliculorum. Verhandlungen der Gesellschaft Deutscher Naturforscher und Ärzte 64 (1), 120–121. 1891

## Auszeichnungen
- Ehrendoktorwürde der Universität Kiel
- Ehrenmitgliedschaft der Königlichen Mikroskopischen Gesellschaft